# Budeasa
Budeasa is een Roemeense gemeente in het district Argeș.
Budeasa telt 3931 inwoners.